# Хродгар
Хродгар (др.-англ. Hrothgar; 473—525) — легендарный король данов из династии Скьёльдунгов, сын Хальфдана и правнук родоначальника, Скьёльда. Унаследовал власть после смерти старшего брата Херогара, построил чертог для пиршеств, получивший название Хеорот. У Хродгара нашёл убежище Эггтеов из свейской династии Вагмундингов, совершивший на родине убийство.
Когда чудовище по имени Грендель начало нападать на Хеорот по ночам, на помощь Хродгару пришёл герой Беовульф из племени гаутов (сын Эггтеова), убивший Гренделя. Впоследствии Хродгар погиб или в междоусобной войне, или в битве со свеями. Он был женат на Вальхтеов, в этом браке родились сыновья Хредрик и Хродмунд, дочь Фреавару.
Хродгар упоминается в ряде саг и средневековых хроник, он стал персонажем англосаксонских поэм «Видсид» и «Беовульф», ряда экранизаций второй из них.
В кино
- «Беовульф» (1998, мультипликационный фильм);
- «Беовульф» (1999, в роли Хродгара Оливер Коттон);
- «Тринадцатый воин» (1999, в роли Хродгара Свен Вольтер);
- «Беовульф и Грендель» (2005, в роли Хродгара Стеллан Скарсгард);
- «Беовульф» (2007, в роли Хродгара Энтони Хопкинс)[4];
- «Викинги» («Чужестранец», 2008, в роли Хродгара — Джон Хёрт);
- «Беовульф» (сериал 2016 года, в роли Хродгара Уильям Хёрт).